# Nyctiophylax antaios
Nyctiophylax antaios är en nattsländeart som beskrevs av Malicky 1997. Nyctiophylax antaios ingår i släktet Nyctiophylax och familjen fångstnätnattsländor. Inga underarter finns listade i Catalogue of Life.